# نریان (افغانستان)
نریان قریه و منطقه‌ای است در میان ولایت فاریاب و ولایت بلخ در افغانستان.
در لغت نامه دهخدا آمده است «نریان شهرکی است به خراسان از گوزگانان اندر میان جهودان و پاریاب، و حد او دو فرسنگ است. (از حدود العالم)».